# Alerre
Alerre es un municipio de la comarca Hoya de Huesca en la provincia de Huesca (España). Está situado en la A-132 a 4 km al noroeste de Huesca a la izquierda del barranco de la Bala.

## Geografía

### Localidades limítrofes
Chimillas, Banastás y Huesca.

## Historia
Primera mención: en enero-febrero de 1104 en una concordia realizada entre el obispo de Huesca y el abad de Montearagón (Ubieto Arteta, Cartulario de Montearagón, n.º 38).
Los franceses intentaron tomar Alerre en los tiempos de Napoleón, pero los habitantes de este pueblo pusieron la bandera de Francia haciendo creer a los soldados franceses que ya habían conquistado sus tierras, por ello desde entonces el gentilicio de los habitantes de Alerre es franceses.

## Economía
Es un pueblo con una gran agricultura, su principal aspecto económico.

## Administración y política
| Período   | Alcalde                            | Partido |  |
| --------- | ---------------------------------- | ------- |  |
| 1979-1983 | Ricardo Hereza Nogarol             | Ind.    |  |
| 1983-1987 |                                    |         |  |
| 1987-1991 | Antonio Lasierra Montaner          | CDS     |  |
| 1991-1995 | Emilio Betran Jiménez              |         |  |
| 1995-1999 | Jorge Gros                         | PP      |  |
| 1999-2003 | Carmen Pérez                       | PP      |  |
| 2003-2007 | Pedro Luis Oliveros Solé           | PSOE    |  |
| 2007-2011 | Francisco José Santolaria Alastrué | PSOE    |  |
| 2011-2015 | Francisco José Santolaria Alastrué | PSOE    |  |
| 2015-2019 | Francisco José Santolaria Alastrué | PSOE    |  |

| Partido político    | Partido político                                   | 2003   | 2007   | 2011   | 2015   |
| Partido político    | Partido político                                   | Ediles | Ediles | Ediles | Ediles |
|                     | Partido de los Socialistas de Aragón (PSOE-Aragón) | 4      | 3      | 4      | 4      |
|                     | Partido Aragonés (PAR)                             | 0      | 2      | 1      | 1      |
|                     | Partido Popular de Aragón (PP)                     | 1      | 0      | 0      | 0      |
|                     | Chunta Aragonesista (CHA)                          | —      | 0      | —      | —      |
| Total de concejales | Total de concejales                                | 5      | 5      | 5      | 5      |

## Demografía
Alerre cuenta con una población de 225 habitantes (INE 2024).
| Gráfica de evolución demográfica de Alerre entre 1842 y 2021                                                        |
| |
| Población de derecho según los censos de población del INE Población de hecho según los censos de población del INE |

## Cultura
El primer domingo de octubre, por su proximidad con el día siete de dicho mes, se celebra la fiesta del Rosario, en conmemoración de la Batalla de Lepanto.

### Patrimonio

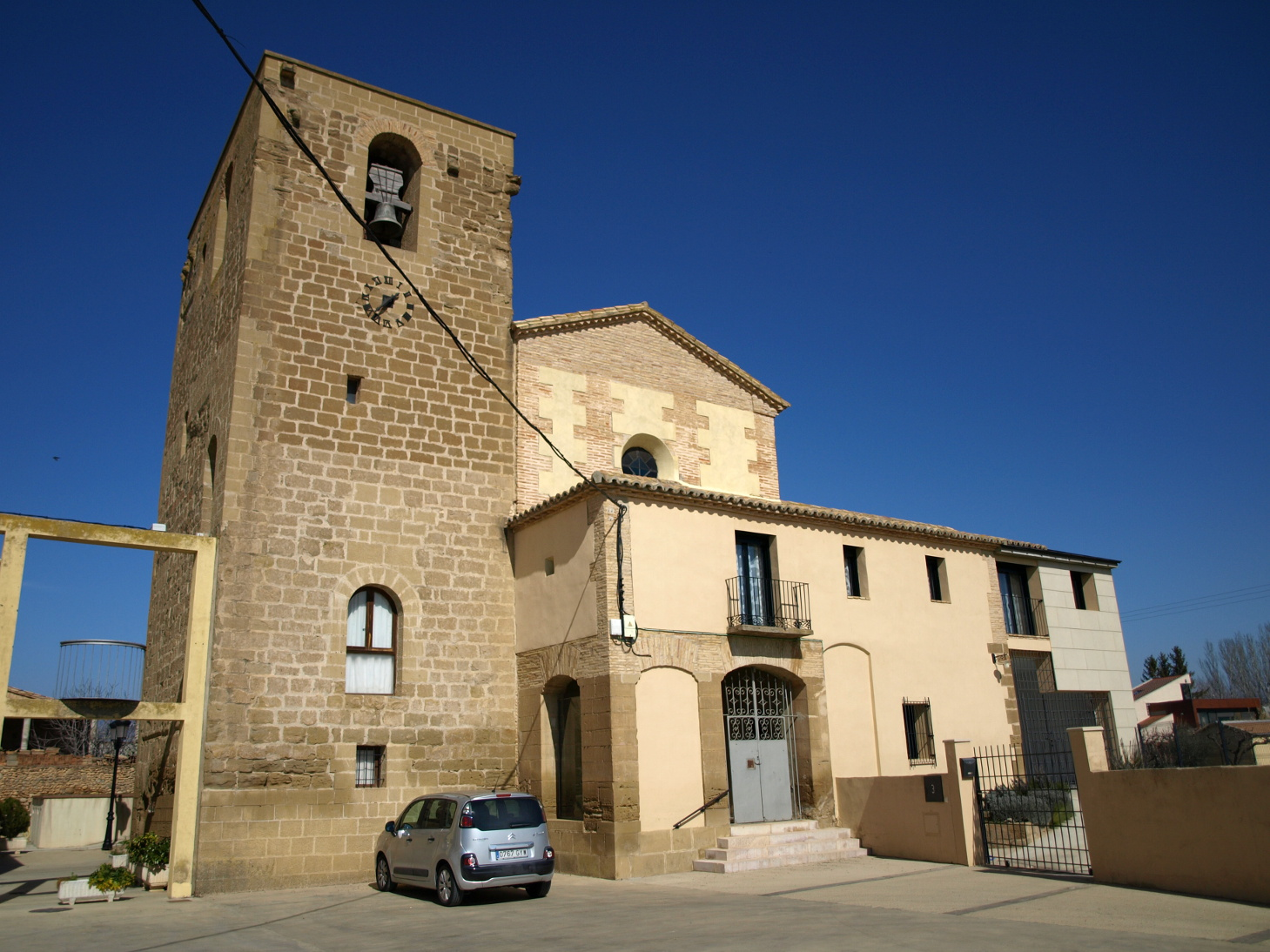
Iglesia parroquial de Alerre

- Templo parroquial con el retablo mayor y el retablo del Rosario
- Cofradía del Rosario

### Gastronomía
El segundo domingo de mayo, trasladándose en romería hasta el santuario. Tras el culto y reparto de torta y vino, acercándose más a la tradición que a la gastronomía.

### Deporte
Típicos partidos en los días de fiesta entre los jóvenes de Alerre contra los de Chimillas.

### Fiestas
- 20 de enero en honor a San Sebastián
- 25 de julio en honor a Santiago Apóstol

### Ocio
Bailes de salón, gimnasia de mantenimiento, animación para la tercera edad y actividades de verano.